# 冷酷媒體
《冷酷媒體》（英語：Medium Cool）是一部由哈斯克爾·懷茲勒編劇並執導的1969年美國劇情片，由罗伯特·佛斯特、維娜·布魯姆、彼得·博納茲、瑪麗安娜·希爾、哈羅德·布蘭肯希普（Harold Blankenship）擔當主演。劇情設在1968年夏天的芝加哥，本片因懷茲勒利用真實電影風格的紀錄片製作手法將虛構和非虛構內容相結合而聞名。
本片上映後獲得許多影評的好評，包含稱本片為「精心製作的傑作」的影評搭檔西斯克爾與埃伯特。本片被評為是1969年最棒的電影之一，同時也是新好萊塢浪潮中最具影響力的電影之一。羅伯特·佛斯特在的本片演技也得到讚賞。
《冷酷媒體》於2003年因在「文化上、歷史上或美學上具重要意義」而被美國國會圖書館選入國家影片登記表保存。

## 演員
- 罗伯特·佛斯特飾演約翰·卡塞利斯（John Cassellis）
- 維娜·布魯姆（英语：Verna Bloom）飾演愛琳（Eileen）
- 彼得·博納茲（英语：Peter Bonerz）飾演葛斯（Gus）
- 瑪麗安娜·希爾（英语：Marianna Hill）飾演露絲（Ruth）
- 哈羅德·布蘭肯希普（Harold Blankenship）飾演哈羅德（Harold）
- 查爾斯·吉爾里（Charles Geary）飾演哈羅德的父親
- 席德·麥考伊（Sid McCoy）飾演法蘭克·貝克（Frank Baker）
- 克里斯汀·伯格斯特羅姆（Christine Bergstrom）飾演迪迪（Dede）
- 彼得·博伊爾（英语：Peter Boyle）飾演槍枝店經理
- 柴娜·李（英语：China Lee）飾演滑輪曲棍球贊助人

## 製作
本片標題取自馬歇爾·麥克魯漢的《認識媒體：人的延伸》一書，其中麥克魯漢將電視描述為一種「冷酷」的媒體（媒體越是「冷酷」，「人們就越需要發現並參與媒體」才能「填補其空缺」）。電影中探討了電視及其新聞廣播所扮演的的角色和責任。
本片的配樂由導演懷茲勒的表弟、藍調吉他手麥克·布倫菲爾德編排。配樂中使用許多搖滾音樂家法蘭克·扎帕與其樂團發明之母的歌曲，除此以外，愛戀合唱團的器樂曲〈Emotions〉被用作本片的片頭曲，並經常穿插在電影中。懷茲勒表示，片頭自行車信差向電視台送電影的場景的靈感來自尚·考克多的電影《奧菲斯》。
瑪麗安娜·希爾的裸戲原本不在計劃之內，但她解釋說：「懷茲勒是一個如此可愛的男人，我知道他不會對我造成任何傷害。我永遠不會為其他人這樣做，但他很想得到事情的真相，這確實是他的故事。」

## 歷史背景
本片在拍攝時正值美國社會和政治反文化運動的巨變時期，反映了一個因種族、性別、貧窮、犯罪和戰爭問題而分裂的國家的本質。雖然像《青春火花》和《草莓宣言》等更主流的電影也有探討這些議題，懷茲勒在本片的呈現仍極具爭議—美國電影協會電影分級制度因審查員「反對其中的語言和裸體」給了它未成年不宜的「X」級，懷茲勒稱「沒有人有膽說這是一個政治上的『X』級」。本片於1970年被重新評為「R」級（限制級）。

## 評價
大部分對《冷酷媒體》的評論集中在將虛實結合的革命性技巧上，而非劇情上。羅傑·艾伯特在1969年的評論中寫道：「在《冷酷媒體》中，懷茲勒在多個層次中來回穿梭……真實場景中有虛構人物……虛構場景中有真實人物」。雖然艾伯特不覺得本片的劇情有何創新之處，但他承認懷茲勒故意讓觀眾用自己的浪漫來填補空白，同時呈現出具有重大政治意義的形象。最終，艾伯特稱讚懷茲勒巧妙地結合了電影製作的多個層面，創作出了一部「重要且引人入勝」的電影。艾伯特將本片列入他的1969年十大最佳電影的第二名。
1969年，文森特·坎比在《紐約時報》對本片的評論中稱讚懷茲勒透過使用紀錄片技術向觀眾呈現了強烈的形象。他寫道《冷酷媒體》是「一部憤怒、技術精湛的電影，它使用了去年的一些真實事件—就像其他電影使用真實地點一樣—作為背景，是虛構人物的延伸」。和艾伯特一樣，坎比指出本片的政治氣氛填補了相對膚淺的劇情留下的空白。坎比指出了這部電影的歷史意義，「結果是一部具有巨大視覺衝擊力的電影，就像電影版的《格爾尼卡》，一幅美國正在爆炸成充滿敵意、懷疑、恐懼和暴力的碎片的過程中的畫面」。坎比和艾伯特一樣，認為本片的真正意義在於它對政治局勢的捕捉，而不是傳統上透過劇情和角色發展所取得的成功。坎比寫道，「《冷酷媒體》是一部尷尬甚至自命不凡的電影，但是......它具有與文學無關的重要性」。

## 保存
哈佛電影資料館、耶魯電影資料館和芝加哥電影協會均保存一卷本片的35mm安全膠捲。